# McKeesport
McKeesport – miasto w Stanach Zjednoczonych, w stanie Pensylwania, w hrabstwie Allegheny.